# نازی‌آباد (تهران)
نازی‌آباد از محله‌های مهم و جنوبی شهر تهران است. این محله از جنوب به چهارصد دستگاه و یاخچی‌آباد، از شمال به راه‌آهن و جوادیه، از شرق به خزانه بخارایی و از غرب به خانی‌آباد و بوستان ولایت مُنتهی می‌شود.

## پیشینه
نازی‌آباد در دهه سیِ خورشیدی بنا شده و دارای طرح شهرسازی است. در دوران شهرداری غلامحسین کرباسچی به واسطه ایجاد بوستان و فرهنگسرای بهمن در محل کشتارگاه تهران، این محله به لحاظ شهری رشد چشم‌گیری داشت. دو بازار معروف «بازار اول» و «بازار دوم» در خیابان پارس (اکبر مشهدی فعلی) و مدائن در نازی‌آباد قرار دارد.
محل کنونی نازی‌آباد دهی به اسم نازآباد بوده که ناصرالدین‌شاه برای یکی از سوگلی‌هایش به اسم نازخاتون خریداری کرده و در آن قصری ساخت که بعدها تبدیل به پارک شد. با اضافه شدن این محله به جنوب تهران در ۱۳۳۴، نام محلهٔ نازخاتون تبدیل به «نازآباد» و سپس تبدیل به «نازی‌آباد» شد.
مسکونی شدن نازی‌آباد در شکل کنونی‌اش به سال ۱۳۲۰ و دوران نخست‌وزیری محمدعلی فروغی بر می‌گردد که دولت تصمیم گرفت در این اراضی، هزار دستگاه واحد مسکونی ارزان‌ قیمت بسازد. ساخت زمین‌ها به شرکت بیمه ایران واگذار شد و بهای هر متر مربع زمین را با متقاضیان، چهار تومان حساب کردند. علت انتخاب نازی‌آباد، نزدیکی آن به راه‌آهن، کارخانه بلورسازی، سیلو و دیگر مؤسسات صنعتی بود و می‌توانست محلی برای سکونت کارگران این مؤسسات باشد.

## شخصیت‌های برجسته
- اکبر عبدی، بازیگر سینما و تلویزیون
- حمید استیلی، بازیکن فوتبال
- سعید حجاریان، تئوریسین اصلاحات و از اعضای اصلاح طلبان
- امیر قلعه‌نویی، بازیکن سابق فوتبال و از مربیان لیگِ برتر
- فرشاد پیوس، بازیکن سابق پرسپولیس و مربی فوتبال
- منصور ارضی، مداح
- شادی پریدر، استاد بزرگ شطرنج
- علیرضا توکل شعار، فعال سیاسی
- ساعد باقری، شاعرِ معاصر و مجری سابق تلویزیون
- مهدی فنونی‌زاده، بازیکن سابق فوتبال و مربی
- مرتضی فنونی‌زاده، بازیکن سابق فوتبال
- ابراهیم آشتیانی، بازیکن سابق فوتبال و مربی فوتبال
- حسن آبشناسان، فرمانده نیروی زمینی ارتش در زمان جنگ ایران و عراق
- فرشته کریمی، برترین بازیکن فوتسال زن در قهرمانی تیم ملی فوتسال در جام ملت‌های فوتسال زنان آسیا در سال ۲۰۱۵
- یوسف صیادی، هنرپیشه

## ورزشگاه‌ها
در این محله دو ورزشگاه مرغوبکار و ورزشگاه اداره کل تربیت بدنی تهران قرار دارد که ورزشگاه مرغوبکار متعلق به آکادمی فرهنگی و ورزشی استقلال بوده و محل تمرین تیم‌های پایه استقلال است.

## راه‌های دسترسی
- انتهای بزرگراه نواب - میدان بهمن
- بزرگراه بعثت - ورودی بزرگراه شهید رجایی به‌سمت جنوب
- بزرگراه تندگویان - ورودی نازی‌آباد و میدان بهمنیار
- بزرگراه آزادگان - ورودی بزرگراه شهید رجایی به‌سمت شمال

### حمل و نقل عمومی
مسیر خطوط اتوبوسرانی
1. شهرک وصال - انقلاب
2. مترو علی‌آباد - شهرک وصال
3. مترو علی‌آباد - شکوفه
4. مترو علی‌آباد - خانی آباد نو
5. فیاض بخش (پارک شهر) - خانی آباد نو
6. فیاض بخش (پارک شهر) - شهرک وصال
7. فیاض بخش (پارک شهر) - هفده شهریور
8. شهرک احمدیه - هفده شهریور
9. مترو شهرری - میدان راه‌آهن (نازی‌آباد)

مسیر خطوط تاکسی رانی
1. مترو علی‌آباد - نازی‌آباد
2. شهید سروری - نازی‌آباد
3. بازار (خیام) - نازی‌آباد
4. راه‌آهن -نازی‌آباد